# Needful Things (film)
Needful Things is een Amerikaanse thriller uit 1993 naar het gelijknamige boek van Stephen King. De film werd geregisseerd door Fraser Clarke Heston.

## Verhaallijn
In het fictieve kustplaatsje Castle Rock in de Amerikaanse staat Maine, vestigt zich antiekhandelaar Leland Gaunt (Max von Sydow). De winkel noemt hij Needful Things ('noodzakelijke dingen'). Op het oog lijkt het een normale antiekzaak, alleen blijkt iedereen er exact te kunnen krijgen wat hij wil, zeer zeldzame dingen, dingen uit jeugdjaren en uit levenslang gekoesterde wensen.
Zo verzamelt het jongetje Brian Rusk (Shane Meier) honkbalplaatjes en hij loopt nét tegen het (zeer zeldzame en kostbare) plaatje van Mickey Mantle aan dat nog ontbreekt in zijn verzameling. De gokverslaafde (burgemeester) Danforth Keaton (J.T. Walsh) komt een paardenracespel tegen dat uitslagen voorspelt en gemeenteambtenaar Hugh Priest (Duncan Fraser) ziet zijn favoriete jas uit zijn jeugd in de winkel hangen die hij lang geleden kwijtraakte.
In verhouding tot de werkelijke waarde vraagt Gaunt minimale bedragen voor zijn waar, alleen vraagt hij naast contante betaling ook op het oog niet reusachtige tegenprestaties. Doorgaans moet de koper een dorpsgenoot een streek leveren, een op het oog niet al te heftige pesterij. Die dingen variëren van was bevuilen en ramen ingooien tot het stelen en verstoppen van dingen. In het dorp zijn er alleen bepaalde vetes gaande, zoals tussen serveerster Nettie Cobb (Amanda Plummer) en boerin Wilma Jerzyck (Valri Bromfield), tussen Keeton en hulpsheriff Norris Ridgewick (Roy McKinnon), tussen dominee Rose (Don S. Davis) en pastoor Meehan (William Morgan Sheppard) en tussen een barman en een vaak dronken klant. De pesterijen zetten deze op scherp.
Als de klanten van Gaunt een dorpsgenoot anoniem een streek leveren, verdenken de mensen die een vete hebben elkaar direct. Dat resulteert erin dat Cobb met een mes achter Jerzyck aangaat, omdat ze denkt dat deze haar hond gedood heeft. Jerzyck denkt dat Cobb juist haar ruiten ingegooid heeft vanwege een dreigement aan het adres van de hond en slaat met een bijl van zich af. Het jongetje Rusk probeert zichzelf door het hoofd te schieten vanwege wat er allemaal gebeurt. Het hele dorp heeft in de antiekzaak gewinkeld, op sherif Alan Pangborn (Ed Harris) na. Sinds Polly Chalmers (Bonnie Bedelia) op zijn huwelijksaanzoek inging, vindt hij dat hij alles al heeft wat hij wil. Pangborn komt stukje bij beetje achter het ware gezicht van de antiekhandelaar. Zo vindt hij in diens oude kranten, van zo ver terug als 1894, artikelen over allerlei bekende rampen en oorlogen waarbij Gaunt steeds aanwezig bleek.
Omdat intussen de andere inwoners elkaar naar het leven staan, moet de sherif met de hulpsheriff uitrukken. Een menigte heeft zich op straat verzameld voor het huis van Gaunt. Hij roept iedereen tot de orde en beschuldigt de antiekhandelaar in het openbaar, maar deze ontkent het belang van zijn inbreng. De paranoïde Keeton, geïndoctrineerd door Gaunt, schiet vanuit het huis Pangborn in de arm, waarna hij met een lading springstof om zich heen gebonden naar buiten komt. Na wat gepraat en gedreig over en weer twijfelt hij. Als het Gaunt te lang duurt begint hij Keeton te verwijten dat hij laf is en noemt hem steeds Buster, waar die een hekel aan heeft. Keeton wordt zo kwaad dat hij Gaunt aanvliegt, met hem door een raam naar binnen valt en de lading laat ontploffen.
Als de agenten tussen de puinhoop kijken en de rook verdwenen is, komt Gaunt ongeschonden tevoorschijn met de handboeien die Keeton nog omhad in zijn hand. Hij gooit ze naar de hulpsheriff, die ze vangt om te merken dat ze nog gloeien. Daarna zegt hij nog tegen de sheriff dat deze later gaat trouwen met zijn vriendin en de groeten moet doen aan zijn aanstaande kleinzoon Bob. Ze zullen elkaar ontmoeten in Jakarta, in 2053, om 10.00 uur 's ochtends, een mooie zonnige dag. Dan vertrekt hij in zijn oude auto, die buiten het dorp in het niets verdwijnt.
De kijker heeft dan gedurende de film meermaals een blik gekregen op de werkelijke aard en gedaante van Gaunt, met onder meer spitse tanden en grote klauwen. Hij is het ultieme kwaad, de duivel in eigen persoon. Hij kan in toekomst en in het verleden kijken, hij kent alle namen en weet wat er ergens gebeurt terwijl ie heel ergens anders is. Op een gegeven moment zit hij zomaar in een koffiehuis van het één op het andere moment, terwijl het al gesloten was, tot schrik van de uitbaatster.

## Rolverdeling
| Acteur                  | Personage                    |
| ----------------------- | ---------------------------- |
| Max von Sydow           | Leland Gaunt                 |
| Ed Harris               | Sheriff Alan Pangborn        |
| Bonnie Bedelia          | Polly Chalmers               |
| J.T. Walsh              | Burgemeester Danforth Keaton |
| Amanda Plummer          | Nettie Cobb                  |
| Roy McKinnon            | Hulpsheriff Norris Ridgewick |
| Shane Meier             | Brian Rusk                   |
| Duncan Fraser           | Hugh Priest                  |
| Valri Bromfield         | Wilma Jerzyck                |
| Don S. Davis            | Dominee Rose                 |
| William Morgan Sheppard | Pastoor Meehan               |
| Gillian Barber          | Myrtle Keeton                |
| Lisa Blount             | Cora Rusk                    |
| Robert Eeston           | Lester Pratt                 |
| Tamsin Kelsey           | Mrs. Ratcliff                |
| Ann Warn Pegg           | Ruth Roberts                 |
| Eric Schneider          | Henry Beaufort               |
| Frank C. Turner         | Pete Jerzyck                 |
| Deborah Wakeham         | Myra Evans                   |

## Trivia
- De productiemaatschappij voor de film heet Castle Rock Entertainment.
- De film werd in 1994 bij de Saturn Awards genomineerd voor beste horrorfilm, Von Sydow voor beste acteur, Walsh voor beste mannelijke bijrol en Plummer voor beste vrouwelijke bijrol. Plummer verzilverde haar nominatie.